# Medico international
medico international ist eine Hilfs- und Menschenrechtsorganisation mit Sitz in Frankfurt am Main. Die Organisation engagiert sich für die globale Verwirklichung des Menschenrechts auf Gesundheit. Dafür unterstützt die Organisation Partnerorganisationen in Afrika, Asien und Lateinamerika. Zusammen mit  Partnern leistet medico Nothilfe in Katastrophensituationen und unterstützt langfristig Projekte in den Bereichen Gesundheitsversorgung, Menschenrechte und psychosoziale Arbeit. Zweiter Schwerpunkt der Organisation ist eine kritische Öffentlichkeits- und Kampagnenarbeit. Die Ursachen von Not und Armut werden in regelmäßigen Publikationen, auf öffentlichen Veranstaltungen und in gemeinsamen Kampagnen mit anderen Organisationen und Initiativen kritisiert und Alternativen diskutiert. In einem Newsletter und einem vierteljährlich erscheinenden Rundschreiben informiert medico international über ihre Arbeit und die Situation in den Projekten.
Die Organisation ist Träger des DZI-Spendensiegels und Mitglied im Bündnis Entwicklung Hilft.

## Organisationsstruktur
Die Organisation ist ein eingetragener Verein mit einem ehrenamtlich tätigen Vorstand, der alle zwei Wochen tagt. Geschäftsführer ist Tsafrir Cohen. In der Frankfurter medico-Geschäftsstelle sind mehr als 40 hauptamtliche Mitarbeiter in der Projektbetreuung, Öffentlichkeitsarbeit und Verwaltung beschäftigt. Außerdem unterhält die Organisation vier Auslandsbüros in Mittelamerika, Israel/Palästina und Algerien. Einer der bekanntesten medico international-Mitarbeiter ist Thomas Seibert.
Im Jahr 2004 wurde zusätzlich die Stiftung medico international gegründet. Die Erträge des Stiftungskapitals werden in erster Linie dafür verwendet, die Arbeit des Vereins zu unterstützen. Im Kuratorium der Stiftung sitzen unter anderem der Kabarettist Georg Schramm und der ehemalige hessische Justizminister Rupert von Plottnitz. Auch die mittlerweile verstorbenen Psychoanalytiker Margarete Mitscherlich-Nielsen und Paul Parin waren als Mitglieder des Kuratoriums für die Stiftung medico international tätig.

## Geschichte
Seit ihrer Gründung 1968, damals noch unter dem Namen action medico, hat sich die Arbeitsweise der Organisation grundlegend verändert. Ursprünglich gegründet, um eine Sammlung von Medikamenten für Biafra zu organisieren, folgte bald die Entsendung von Personal und Fahrzeugen in Katastrophengebiete. Die Erfahrungen mit dieser Art der Hilfe führten bei medico zu einem Umdenken: Um dauerhafte Verbesserungen zu erreichen, sollten die Ursachen von Not und Armut stärker in den Blick genommen werden. Der Ansatz, den medico in der Zukunft verfolgte, setzte statt auf Medikamentensammlungen und Kurzeinsätze ausländischer Fachkräfte auf die Unterstützung lokaler Initiativen und politisches Engagement zur Veränderung der Umstände, die erst zum Entstehen der Notsituationen führen.
Langfristige Projekte rückten ins Zentrum der Tätigkeit von medico. Auch als Konsequenz aus dem Scheitern eines Großprojektes in Mali 1973 – der Errichtung eines sozial-medizinischen Komplexes in Kooperation mit der Regierung des Landes – konzentrierte sich medico immer stärker auf einen basismedizinischen Ansatz. Das Konzept der Primären Gesundheitsversorgung, welches mit der Erklärung von Alma-Ata (1978) auch von der Weltgesundheitsorganisation angenommen wurde, prägte zunehmend die Arbeit der Frankfurter Hilfsorganisation. Zentral für dieses Konzept war, dass Gesundheit für alle nicht durch zentral verordnete Politikmaßnahmen zu erreichen ist, sondern nur durch die maßgebliche Beteiligung der Betroffenen selber.

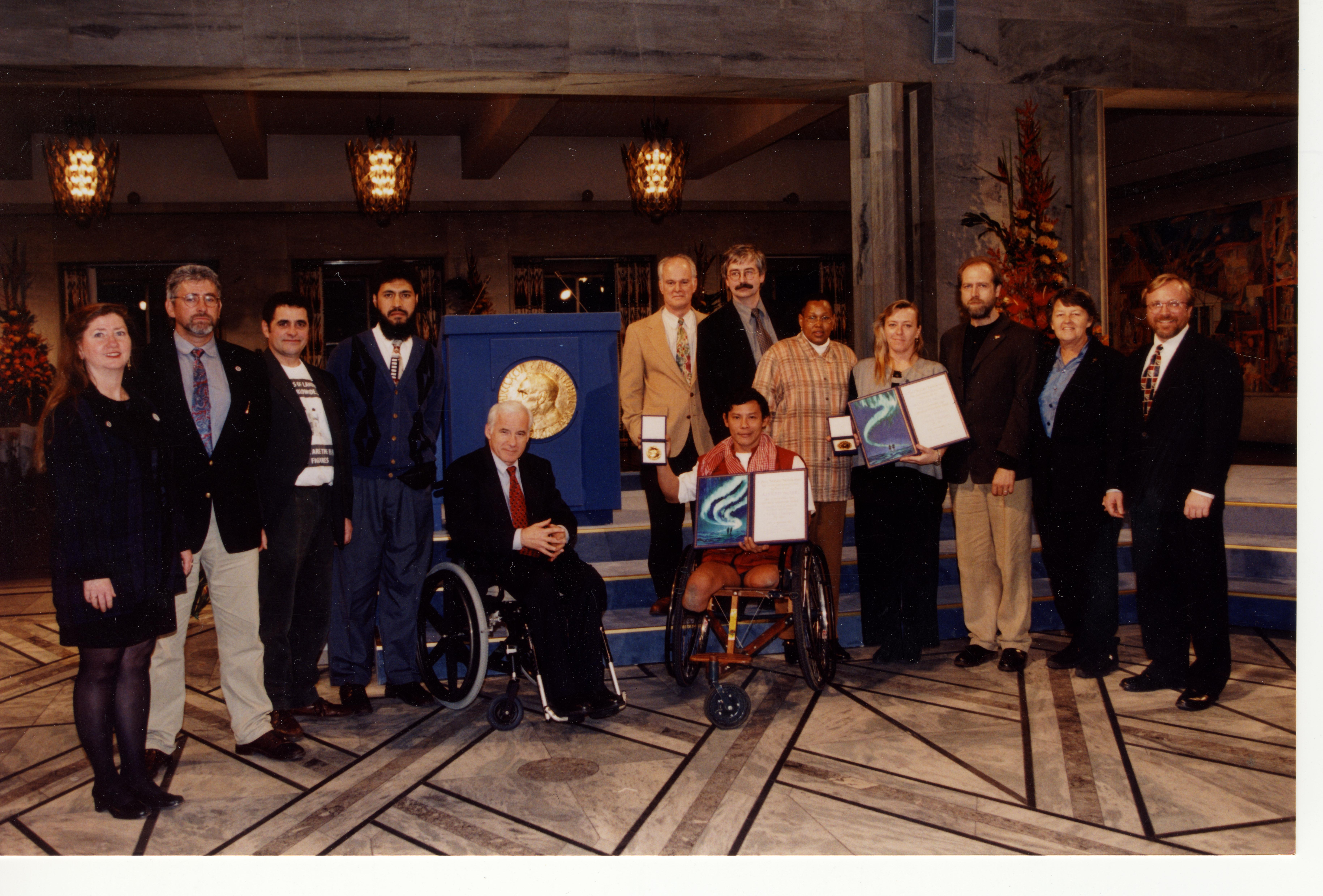
Verleihung des Friedensnobelpreises 1997 an die Internationale Kampagne für das Verbot von Landminen (in der Mitte medico-Geschäftsführer Thomas Gebauer)

In den 1980er Jahren unterstützte die Organisation vor allem Befreiungsbewegungen in Zentralamerika, dem südlichen Afrika und dem Nahen und Mittleren Osten. So förderte medico in Nicaragua den Aufbau von lokalen Gesundheitszentren, die Ausbildung von Krankenpflegepersonal und die Verbesserung der Trinkwasserversorgung. In Nicaragua begann medico auch damit, sich in der psychosozialen Arbeit zu engagieren. Diese Form der Hilfe blieb in den folgenden Jahrzehnten Bestandteil des Engagements der Organisation.
1991 initiierte die Organisation mit der Vietnam Veterans of America Foundation die Internationale Kampagne für das Verbot von Landminen. Die Kampagne entwickelte sich zu einer weltweiten Bewegung, die 1997 schließlich den Abschluss des Vertrags von Ottawa erreichte, in dem Antipersonenminen international verboten wurden. Im gleichen Jahr wurde die Kampagne mit dem Friedensnobelpreis ausgezeichnet.
Die Organisation unterstützt seit 1998 die SANGOCO (South African National NGO Coalition), den Dachverband südafrikanischer Nichtregierungsorganisationen, der zusammen mit Kirchen und einigen Gewerkschaften des Landes die Forderung nach Entschuldung bei internationalen Kreditgebern erhob. Damit wurde die Frage nach der Mitverantwortung ausländischer Finanz- und Industrieunternehmen für die Apartheidverhältnisse angesprochen, die mit ihren Investitionen unter Ausnutzung von Billiglohnverhältnissen das südafrikanische Regime vor 1994 bei seiner Innen- und Außenpolitik auf vielfältige Weise unterstützt hatten. Der deutsche Finanzsektor hielt dabei unter allen ausländischen Kapitalgebern noch vor den USA den Spitzenplatz, indem er 1993 allein nur innerhalb des öffentlichen Wirtschaftssektors Südafrikas einen Anteil von 27,5 % der schuldenbedingten Forderungen beanspruchte. Medico unternahm dazu mit Partnerorganisationen entsprechende Kampagnen. Ein diesbezügliches Klageverfahren in den USA gegen IBM, Daimler, Rheinmetall und weitere Unternehmen scheiterte 2013.
Im Jahr 2003 richtete die Organisation zusammen mit der Heinrich-Böll-Stiftung und dem Institut für Erziehungswissenschaften der Universität Frankfurt den Kongress Macht und Ohnmacht der Hilfe mit fast 300 Teilnehmern aus.
Seit 2008 unterstützt medico die israelische Nichtregierungsorganisation Schovrim Schtika (engl. Breaking The Silence, deutsch Das Schweigen brechen). Die Organisation von ehemaligen und aktiven Soldaten der Israelische Verteidigungsstreitkräfte (IDF) will die israelische Öffentlichkeit über die Aktivitäten der Armee in den palästinensischen Gebieten informieren. 2015 veröffentlichte Schovrim Schtika die Aussagen von über 60 Soldaten, die an der Operation Protective Edge beteiligt waren.
Im Jahr 2014 begann die Organisation zusammen mit den Vorsitzenden von DGB, IG Metall und ver.di eine Kampagne zur Unterstützung der Textilarbeiterinnen und -arbeiter in Südasien. Zwei Jahre nach dem Fabrikbrand bei Ali Enterprises im pakistanischen Karatschi, bei dem über 300 Menschen starben, unterstützen medico und das European Center for Constitutional and Human Rights eine Klage von vier Überlebenden gegen das deutsche Textilunternehmen KiK. In Bangladesch fördert medico einen Fonds für die Verletzten des Zusammensturzes der Textilfabrik Rana Plaza, bei dem über 1127 Menschen starben und 2438 verletzt wurden.
Im Jahr 2020 stellte die Organisation die Unterstützung der seit über 40 Jahren in algerischen Lagern lebenden Sahrauis ein, da sie sich in der Situation sah, ohne Aussicht auf eine politische Lösung das System der Hilfsbedürftigkeit aufrechtzuerhalten und zugleich Kontrolle zur Verhinderung von Mittelmissbrauch ausüben zu müssen.

## Projekte und Arbeitsweise

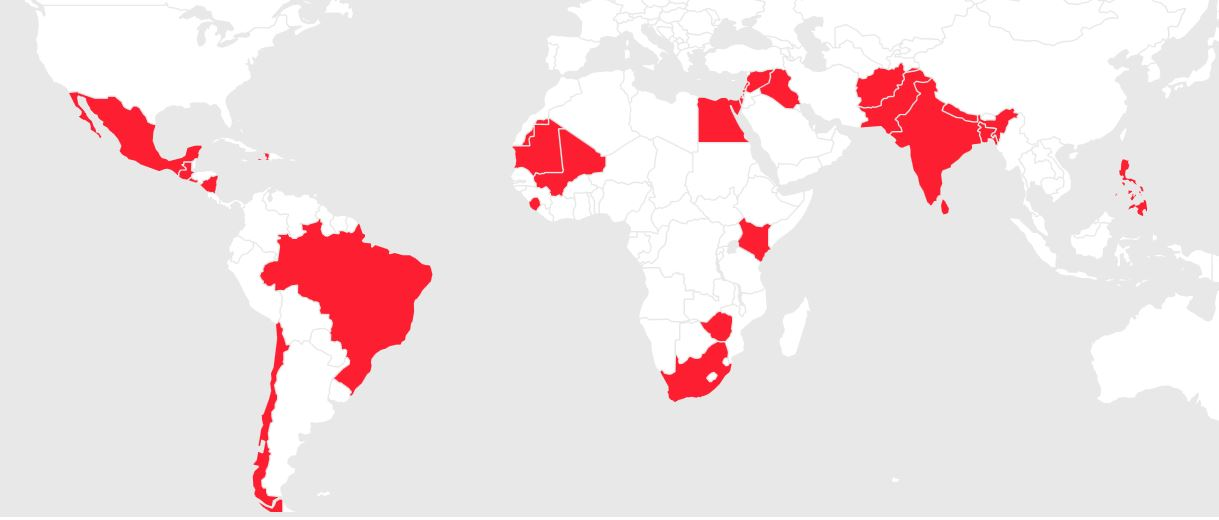
Länder, in denen medico international Projektpartner hat

Zurzeit unterstützt die Organisation insgesamt 114 Projekte in 29 Ländern. Schwerpunkte der Tätigkeit der Organisation finden sich Mittelamerika und dem Nahen Osten. Aber auch mit Partnerorganisationen in Südamerika, Afrika und Asien arbeitet medico zusammen.
Die Organisation leistet Nothilfe in akuten Katastrophensituationen, wie kriegerischen Auseinandersetzungen, Flucht und Umweltkatastrophen. Die Nothilfe soll jedoch immer mit langfristigen Projekten verbunden werden, um nachhaltige Verbesserungen zu erreichen. Zentral für die Arbeit von medico ist dabei die Zusammenarbeit mit einheimischen Organisationen, die nicht als bloße Empfänger von Hilfe angesehen werden sollen, sondern als eigenständige Partner.
Die Organisation stellt die Verwirklichung des Rechts aller Menschen auf Gesundheit ins Zentrum ihrer Tätigkeit. Gesundheit versteht die Organisation gemäß der Definition der Weltgesundheitsorganisation als vollständiges physisches, psychisches und soziales Wohlbefinden, nicht als bloße Abwesenheit von Krankheiten. Daher arbeitet medico nicht nur mit Organisationen zusammen, die in der medizinischen Gesundheitsversorgung tätig sind, sondern unterstützt ebenso andere Projekte der Entwicklungszusammenarbeit, Menschenrechtsorganisationen und kulturelle Initiativen. So arbeitet die Organisation zum Beispiel mit dem Freedom Theatre Jenin zusammen, das Kindern und Jugendliche aus dem Flüchtlingslager Jenin einen Raum bietet, in dem sie sich frei ausdrücken können, sowie mit den Gays and Lesbians of Zimbabwe, die sich für die Rechte sexueller Minderheiten einsetzen, und unterstützt Minenräum- und Minenaufklärungsprojekten in Afghanistan und Kolumbien.

## Öffentlichkeitsarbeit und Kampagnen
Anspruch von medico international ist es, Öffentlichkeitsarbeit zu betreiben, die über die bloße Spendengewinnung hinausgeht. Die Organisation informiert über die Situation in den Ländern, in denen sie Partnerorganisationen hat und kritisiert die Ursachen von Ungerechtigkeit und Armut. Wichtigste Informationsmedien sind die Homepage www.medico.de sowie das vier Mal jährlich erscheinende kostenlose medico-rundschreiben mit Reportagen und Hintergrundberichten aus den Projektländern. Einmal im Jahr veröffentlicht medico einen Jahresbericht, in dem über die Projektarbeit des vergangenen Jahres berichtet wird und Details zu Finanzentwicklung und Organisationsstruktur transparent gemacht werden.
medico initiiert oder beteiligt sich regelmäßig an politischen Kampagnen. Zusammen mit dem globalisierungskritischen Netzwerk attac startete die Organisation 2011 eine Kampagne unter dem Titel Die EU nennt es Rohstoffinitiative...Wir nennen es Rohstoffraub, die sich gegen die Strategie der EU wendet, offensiv auf Zugang zu Rohstoffvorkommen in Entwicklungsländern zu drängen. Auch am Bündnis Umfairteilen, in dem sich Gewerkschaften, Sozialverbänden und NGOs zusammengeschlossen haben, um sich für eine stärkere Besteuerung von Reichtum einzusetzen, ist medico beteiligt.
Die internationale Vernetzung mit zivilgesellschaftlichen Initiativen ist medico wichtig. So ist die Organisation Mitglied im People’s Health Movement, in dem sich zahlreiche Gesundheitsinitiativen aus aller Welt zusammengeschlossen haben. Das Netzwerk setzt sich für die globale Verwirklichung des Konzepts der Basisgesundheitsversorgung ein. Gesundheitsversorgung soll als Gemeingut unter Partizipation der betroffenen Menschen auf lokaler Ebene zur Verfügung gestellt werden.
Ende 2017 wurde das medico-Haus im Frankfurter Osthafen eröffnet. Das im Erdgeschoss befindliche Osthafenforum versteht sich als "Resonanzraum für Prozesse der Emanzipation".

## medico international Schweiz
Die während des Spanischen Bürgerkrieges 1937 gegründete Schweizer Hilfsorganisation Centrale Sanitaire Suisse benannte sich 2002 in medico international Schweiz um. Die Organisation blieb jedoch eigenständig.